# Gorgoroth
Gorgoroth er et black metal band fra Norge. Bandet blev dannet af Infernus i 1992 og spiller traditionel, ekstrem sortmetal. Gennem årene har Gorgoroth eksperimenteret med støjmusik og industrial metal, men musikken har til stadighed lagt sig nærmest op ad sortmetallen. I løbet af bandets levetid har adskillige forskellige musikere bidraget med deres evner, og med de forandringer bandets sammensætning har gennemgået igennem tiden, er guitaristen Infernus det eneste medlem, der har været med siden begyndelsen. Musikstilen er imidlertid i høj grad den samme, som da gruppen blev oprettet. Navnet Gorgoroth stammer fra J.R.R. Tolkiens bøger Ringenes Herre, i hvilke det er en død slette af ondskab og mørke i landet Mordor.

## Diskografi

### Studieudgivelser
- Pentagram – (1994)
- Antichrist – (1996)
- Under the Sign of Hell – (1997)
- Destroyer – (1998)
- Incipit Satan – (2000)
- Twilight of the Idols – (2003)
- Ad Majorem Sathanas Gloriam – (2006)
- Quantos Possunt ad Satanitatem Trahunt – (2009)
- Instinctus Bestialis – (2015)

### Live- og opsamlingsudgivelser
- Burzum & Gorgoroth [Split CD] – (1993)
- The Last Tormentor [Live] – (1996)
- Destroyer / Incipit Satan [Opsamling] – (2000)
- Unter Den Flugeln Von Satan [Opsamling] – (2005)

### Demoer og bootlegs
- A Sorcery Written In Blood (Demo) – (1993)
- Promo (Demo) – (1994)

## Medlemmer
Nuværende medlemmer
- Infernus – guitar, bas, trommer, vokal (1992–)
- Pest – vokal (1995–1997, 2008-)
- Tormentor – guitar (1996-2002, 2008–)
- Frank Watkins – bas (2007–)
- Tomas Asklund – trommer (2007–)

| - Hat – vokal (1992–1995) - Goat Pervertor – trommer (1992–1994) - Kjettar – bas (1993) - Samoth – bas (1993–1994) - Frost – trommer (1994–1995, studio session trommer 2004–2005) - Grim – trommer (1995–1996) - Storm – bas (1995) - Ares – bas (1995–1997) - Vrolok – trommer (1996–1998) - T-Reaper – bas (1998–1999) - Sersjant – trommer (1999) - Kvitrafn – trommer (2000–2004) - Gaahl - vokal (1998-2007) - King ov Hell - bass (1999-2006, 2007) | Tidligere turnemusikere - Garghuf – trommer (2007) - Teloch – guitar (2004–2005, 2007) - Dirge Rep – trommer (2004–2007) - Skagg – guitar (2005) - Apollyon – guitar (2003–2004) - Tormentor (2003) - Frost – trommer (2001) - Ivar Thormodsæter – trommer (1999) |